# Supercopa espanyola de futbol sala femenina
La Supercopa d'Espanya de futbol sala femenina és una competició esportiva de clubs de futbol sala espanyols creada el 2003. De caràcter anual, està organitzada per Reial Federació Espanyola de Futbol. Es disputa a finals del mes d'agost, fet que suposa l'inici de la temporada oficial. Hi participen el campió de la Divisió d'Honor i el campió de la Copa de la Reina de la temporada anterior en una final a doble partit. El dominador de la competició és l'Atlètico Madrid Navalcarnero amb 7 títols.

## Resultats
| En negreta = Equip guanyador (p.) = Penaltis (1) = Nombre de títols Nota: Noms dels equips segons l'època. |

| Edició | Temp.   | Data       | Campió                          | Resultat  | Subcampió                 | Seu                                         | Refs.  |
| ------ | ------- | ---------- | ------------------------------- | --------- | ------------------------- | ------------------------------------------- | ------ |
| I      | 2003-04 |            | Femesala Elx (1)                | 6-2       | FSF UCAM Murcia           |                                             |        |
| II     | 2004-05 |            | Femesala Elx (2)                | 4-3       | FSF UCAM Murcia           |                                             |        |
| III    | 2005-06 | N/D        | FSF UCAM Murcia (1)             | 8-4 / 4-1 | Femesala Elx              | Final a doble partit                        | [ 2 ]  |
| IV     | 2006-07 | 10-09-2006 | Tecnocasa Móstoles (1)          | 7-5       | Preconte Telde            | Pavelló Ciutat de Castelló                  | [ 3 ]  |
| V      | 2007-08 | 09-09-2007 | Femesala Elx (3)                | 7-5       | Encofra Navalcarnero      | Pavelló Municipal de Benicarló              |        |
| VI     | 2008-09 | 04-01-2009 | Encofra Navalcarnero (1)        | 2-1       | Femesala Elx              | Segòvia                                     | [ 4 ]  |
| VII    | 2009-10 | 17-09-2009 | CajaSur Deportivo Córdoba (1)   | 3-1       | Atlético Navalcarnero     | Pavellón Antonio Rivilla, Puertollano       | [ 5 ]  |
| VIII   | 2010-11 | N/D        | FSF Móstoles Cospusa (2)        | 2-1       | CajaSur Deportivo Córdoba |                                             |        |
| IX     | 2011-12 | 04-09-2011 | Ponte Ourense (1)               | 4-1       | FSF Móstoles              | Pavellón Jorge Garbajosa, Torrejón de Ardoz | [ 6 ]  |
| X      | 2012-13 | 09-09-2012 | Atlético Navalcarnero (2)       | 3-0       | FSF Móstoles              | Palau dels Esports de Riazor, La Corunya    | [ 7 ]  |
| XI     | 2013-14 | N/D        | Atlético Navalcarnero (3)       | 5-1 / 2-0 | Pescados Rubén Burela     | Final a doble partit                        | [ 8 ]  |
| XII    | 2014-15 | 06-09-2014 | Atlético Navalcarnero (4)       | 4-3       | AD Alcorcón FSF           | Pavelló Príncipe Felipe, Majadahonda        | [ 9 ]  |
| XIII   | 2015-16 | N/D        | Pescados Rubén Burela (1)       | 2-2 / 4-4 | Atlético Navalcarnero     | Final a doble partit                        | [ 10 ] |
| XIV    | 2016-17 | N/D        | Atlético Navalcarnero (5)       | 3-1 / 4-0 | Pescados Rubén Burela     | Final a doble partit                        |        |
| XV     | 2017-18 | N/D        | Atlético Navalcarnero (6)       | 5-3 / 2-2 | Ourense Envialia CF       | Final a doble partit                        | [ 11 ] |
| XVI    | 2018-19 | N/D        | Futsi Atlético Navalcarnero (7) | 6-1 / 2-2 | Jimbee Roldan FSF         | Final a doble partit                        | [ 12 ] |
| XVII   | 2019-20 | 06-09-2019 | Pescados Rubén Burela (2)       | 6-2       | Atlético Navalcarnero     | Pavelló Ciudad del Fútbol, Las Rozas        | [ 13 ] |
| XVIII  | 2020-21 | 09-01-2021 | Pescados Rubén Burela (3)       | 2-0       | Poio Pescamar FS          | Pavelló de Vista Alegre, Burela             | [ 14 ] |
| XIX    | 2021-22 | 27-02-2022 | Pescados Rubén Burela (4)       | 2-1       | Atlético Navalcarnero     | Pavelló d'Esports de Jerez de la Frontera   | [ 15 ] |
| XX     | 2022-23 | 28-01-2023 | Pescados Rubén Burela (5)       | 4-1       | MSC Torreblanca FS        | Pavelló de Vista Alegre, Burela             | [ 16 ] |

## Palmarès
| Equip                              | Campió | Subcampió | Finals | Anys campió                                                   | Anys subcampió                              |
| ---------------------------------- | ------ | --------- | ------ | ------------------------------------------------------------- | ------------------------------------------- |
| Atlético Madrid Navalcarnero       | 7      | 5         | 12     | 2008-09, 2012-13, 2013-14, 2014-15, 2016-17, 2017-18, 2018-19 | 2007-08, 2009-10, 2015-16, 2019-20, 2021-22 |
| Club Deportivo Burela Fútbol Sala  | 5      | 2         | 7      | 2015-16, 2019-20, 2020-21, 2021-22, 2022-23                   | 2013-14, 2016-17                            |
| Club Femesala Elx                  | 3      | 2         | 5      | 2003-04, 2004-05, 2007-08                                     | 2005-06, 2008-09                            |
| Fútbol Sala Femenino Móstoles      | 2      | 2         | 4      | 2006-07, 2010-11                                              | 2011-12, 2012-13                            |
| Fútbol Sala Femenino UCAM Murcia   | 1      | 2         | 3      | 2005-06                                                       | 2003-04, 2004-05                            |
| Deportivo Córdoba Futbol Sala      | 1      | 1         | 2      | 2009-10                                                       | 2010-11                                     |
| Ourense Club de Fútbol             | 1      | 1         | 2      | 2011-12                                                       | 2017-18                                     |
| Preconte Telde Gran Canaria        | 0      | 1         | 1      | —                                                             | 2006-07                                     |
| AD Alcorcón Fútbol Sala Femenino   | 0      | 1         | 1      | —                                                             | 2014-15                                     |
| Jimbee Roldan Fútbol Sala Femenino | 0      | 1         | 1      | —                                                             | 2018-19                                     |
| Poio Pescamar Futbol Sala          | 0      | 1         | 1      | —                                                             | 2020-21                                     |
| Melilla Sport Capital              | 0      | 1         | 1      | —                                                             | 2022-23                                     |